# Città Nuova (Praga)
Città Nuova (in ceco Nové Město, in tedesco Prager Neustadt) è un quartiere di Praga fondato da Carlo IV l'8 aprile 1348 sulla riva orientale della Moldava.

## Storia
L'intera area fu abitata soprattutto da artigiani (birrai, fabbri) e mercanti. La sua area è circa 2 volte quella della Città Vecchia e si articola principalmente intorno a tre grandi piazze sfruttate essenzialmente per mercati: 
- Karlovo Naměsti (piazza Carlo, dove aveva luogo il mercato del bestiame),
- Vaclavské Naměsti (piazza San Venceslao, dove si teneva il mercato dei cavalli) e
- Senovážné Naměsti (piazza Senovazne, famosa per il mercato del fieno).

Alla fine del XIX secolo, il quartiere fu demolito e ristrutturato, cambiando così aspetto. Il 12 febbraio 1784 Nové Město entrò a far parte della Grande Praga (ceco: Královské hlavní město Praha) con Staré Město, Hradčany e Malá Strana.

## Punti d'interesse
In questo quartiere troviamo la massima espressione dell'Art Nouveau in Praga, sia a livello artistico che a livello architettonico; uno dei più famosi esponenti dello stile floreale in questa città fu Alfons Mucha.
Piazza San Venceslao è il luogo più conosciuto di questo ricco quartiere. In mezzo alla piazza si trova il monumento equestre a San Venceslao (1912), patrono della Boemia; è qui che il popolo praghese abitudinariamente si riunisce per le manifestazioni pubbliche, come quella del 28 ottobre 1918, quando venne dichiarata l'indipendenza della Cecoslovacchia. Nella piazza si trova il Museo nazionale (Národní muzeum), ubicato in un bellissimo palazzo in cima alla stessa.
Al confine con la Città Vecchia, lungo le sponde della Moldava, si trova il Teatro Nazionale di Praga (Národní Divadlo), magnifico edificio, dal tetto col fregio dorato, simbolo della rinascita culturale ceca.